# Pertusaria leiocarpella
Pertusaria leiocarpella är en lavart som beskrevs av Müll. Arg. Pertusaria leiocarpella ingår i släktet Pertusaria och familjen Pertusariaceae.   Inga underarter finns listade i Catalogue of Life.